# Константину, Алекс
Алекс Константину (греч. Αλέξ Κωνσταντίνου; 11 апреля 1992, Лимасол, Кипр) — кипрский футболист, нападающий клуба «Пафос».

## Биография

### Клубная карьера
Отец Алекса Костакис Константину (р. 1968), также был футболистом и провёл 38 матчей за сборную Кипра.
Воспитанник английского клуба «Нортгемптон Таун», за молодёжный состав которого выступал с 2008 по 2010 год. В 2010 году Константину подписал с клубом профессиональный контракт, однако за основной состав провёл лишь одну игру — 24 августа 2010 года в матче второго раунда Кубка английской лиги против «Рединга» он появился на замену на 109-й минуте дополнительного времени. Встреча завершилась победой «Нортгемптона» в серии пенальти. После окончания сезона игрок покинул команду и около полугода провёл в английских любительских командах «Белпер Таун» и «Уоберн Атлетик». 
В 2012 году Константину подписал контракт с кипрским клубом «Аполлон». Дебютировал в чемпионате Кипра 7 октября, отыграв полный матч против «Анортосис». В первый сезон с «Аполлоном» Константину стал обладателем Кубка Кипра, а в сезоне 2013/14 был участником группового этапа Лиги Европы, где сыграл в 5 матчах из 6, однако выйти из группы его команда не смогла. Летом 2014 футболист подписал двухлетний контракт с клубом АПОЭЛ, однако пробиться в основу АПОЭЛа ему не удалось. За целый сезон в клубе он сыграл лишь в одном матче чемпионата и в следующем сезоне был отдан в аренду в клуб «Докса». Затем Константину выступал за команды «Неа Саламина» и «Эрмис», а в 2018 году подписал новый контракт с АПОЭЛ, но на этот раз он не появился на поле ни разу за полгода и зимой 2019 года перебрался в клуб второй лиги «Олимпиакос» (Никосия). Летом 2019 года заключил контракт с клубом «Пафос».

### Карьера в сборной
В начале карьеры Константину был игроком юношеской и молодёжной сборной Кипра. За основную сборную Кипра заигран не был.

## Достижения
«Аполлон»
- Обладатель Кубка Кипра: 2012/2013

АПОЭЛ
- Чемпион Кипра: 2014/2015
- Обладатель Кубка Кипра: 2014/2015